# 아브라함 소페어

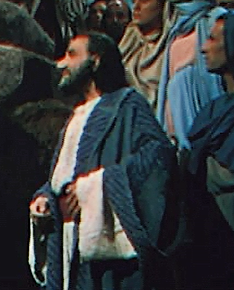

에이브러햄 소파 (Abraham Sofaer, 1896년 10월 1일 ~ 1988년 1월 21일)는 영국의 연극 및 영화 배우이다.
양곤에서 바그다드유대계 집안에서 태어났으며, 로스앤젤레스에서 사망하였다. 사인은 심부전이다.

## 영화
- 체 게바라 (1969년)
- 헤드 (1968년)
- 타잔 - 론 일라이 편 3 (1967년)
- 타임 터널 (1966년)
- 최고의 이야기 (1965년)
- 내 사랑 지니 (1965년)
- 캡틴 신드바드 (1963년)
- 포 포 텍사스 (1963년)
- 대장 부리바 (1962년)
- 벤 케이시 (1961년)
- 페리 메이슨 (1957년)
- 오마르 하이얌 (1957년)
- 보와니 분기점 (1956년)
- 딜런 보안관 (1955년)
- 거상의 길 (1954년)
- 네이키드 정글 (1954년)
- 판도라 (1951년)
- 쿼바디스 (1951년)
- 천국으로 가는 계단 (1946년)
- 렘브란트 (1936년)